# Космос-2075
Космос-2075 је један од преко 2400 совјетских вјештачких сателита лансираних у оквиру програма Космос.
Космос-2075 је лансиран са космодрома Плесецк, СССР, 25. априла 1990. Ракета-носач Космос је поставила сателит у орбиту око планете Земље. 